# Ондалснес
О̀ндалснес (на норвежки: Åndalsnes) е малък град в южната част на централна Норвегия. Разположен е около устието на река Раума във фиорда Ромсдалсфьор на Норвежко море в община Раума на фюлке Мьоре ог Ромсдал на около 300 km северно от столицата Осло. Главен административен център на община Раума. Има малко пристанище. Население 2171 жители според данни от преброяването към 1 януари 2008 г.